# David Zec
David Zec (* 5. Januar 2000 in Kranj) ist ein slowenischer Fußballspieler auf der Position eines Abwehrspielers. Der Innenverteidiger spielt ab Januar 2025 beim deutschen Bundesligisten Holstein Kiel.

## Vereinskarriere

### Karriere in der Heimat
David Zec wurde am 5. Januar 2000 geboren und wurde als Siebenjähriger beim NK Triglav Kranj als Fußballspieler angemeldet. Im Laufe der Jahre durchlief er sämtliche Spielklassen, in denen er zumeist rasch zu einer Stammkraft avancierte. Nachdem er 2013/14 ausschließlich für die vereinseigene U-15-Mannschaft zum Einsatz gekommen war, war er auch in der nachfolgenden Spielzeit ein Stammspieler in der Defensive und gab im Frühjahr 2015 als damals 15-Jähriger sein Debüt in der 1. Slovenska Kadetska Liga. Bei zwei Ligaeinsätzen in dieser Saison kam er ebenso oft zum Torerfolg, ehe er ab 2015/16 bereits fix in dieser Mannschaft verankert war und es bei 25 Ligaeinsätzen auf zwei Tore brachte. Aufgrund seines raschen Durchbruchs in den jeweiligen Altersklassen trat er in der Spielzeit 2016/17 bereits in der 1. Slovenska Mladinska Liga, der slowenischen Juniorenliga, in Erscheinung und konnte sich auch hier gegen die größtenteils ältere Konkurrenz durchsetzen und sich als Stammkraft etablieren. Da er dadurch auch die Verantwortlichen der in der Druga Slovenska Nogometna Liga vertretenen Herrenmannschaft auf sich aufmerksam machen konnte, schaffte er noch gegen Ende des Spieljahres sein Debüt in ebendieser.
Unter Trainer Siniša Brkić saß er erstmals am 30. April 2017 bei einem 3:3-Heimremis gegen den NK Drava Ptuj auf der Ersatzbank, wurde jedoch noch nicht eingesetzt. Bereits in der darauffolgenden Runde debütierte er, als er von Beginn an und über die volle Spieldauer beim 3:2-Auswärtssieg über den NK Krka auflief und in dieser Begegnung in der 93. Spielminute den 3:2-Siegestreffer seiner Mannschaft erzielte. Auch in der nachfolgenden letzten Meisterschaftsrunde der 2. SNL 2016/17 vertraute ihm Brkić und ließ ihn abermals über die ganzen 90 Minuten beim 4:0-Heimsieg über den NK Brežice 1919 durchspielen. Als Meister der zweithöchsten slowenischen Spielklasse schaffte Triglav Kranj den direkten Aufstieg in die Slovenska Nogometna Liga, in der er sich ebenfalls umgehend etablieren konnte. Bei 29 von 36 möglich gewesenen Ligaeinsätzen rangierte er mit dem Team am Saisonende auf dem neunten Tabellenplatz und musste in die Relegation gegen den NK Drava Ptuj, den Zweitplatzierten der 2. SNL. Diese konnte der Klub aus Kranj für sich entscheiden und somit in der slowenischen Erstklassigkeit verbleiben.

### Wechsel nach Portugal
Durch seine Leistungen wurden auch andere europäische Klubs auf den jungen Slowenen aufmerksam. Wie der portugiesische Erstligist Benfica Lissabon am 31. Mai 2018 vermeldete, wechselte der 18-Jährige mit 1. Juli 2018 zum Traditionsverein nach Portugal. Der Transfer wurde bereits im Januar desselben Jahres abgeschlossen, jedoch vereinbart, dass Zec bis zum Saisonende weiterhin für den NK Triglav Kranj zum Einsatz kommen sollte. Darüber hinaus wurde eine Zahlung in einer kolportieren Höhe von 250.000 Euro getätigt. Bei den Portugiesen wird er anfangs über die U-19-Mannschaft und die in der portugiesischen Zweitklassigkeit vertretene B-Mannschaft an den Profikader herangeführt. Anfangs gehörte er ausschließlich zum Stammaufgebot der U-19-Mannschaft des Vereins und saß am 3. November 2018 erstmals uneingesetzt auf der Ersatzbank des Zweitligateams. Danach nahm er in unregelmäßigen Abständen immer wieder auf der Ersatzbank Platz, kam jedoch erst Mitte Februar 2019 zu seinem Debüt in der zweithöchsten portugiesischen Fußballliga. Davor war er von Bruno Lage, der Anfang des Jahres zum Trainer der ersten Mannschaft berufen wurde, und vom ihm nachfolgenden Interimstrainer Nélson Veríssimo kaum berücksichtigt worden. Beim 1:0-Auswärtssieg über den Varzim SC am 16. Februar 2019 wurde der Innenverteidiger von Trainer Renato Paiva, unter dem er bis Januar noch in der U-19 gespielt hatte und der mittlerweile zum Trainer der B-Mannschaft befördert worden war, über die volle Spieldauer eingesetzt. Auch in den drei nachfolgenden Ligapartien fungierte er als Stammspieler in der Defensive, ehe er nach drei Niederlagen in diesen Spielen den Platz für einen anderen Teamkollegen freimachen musste. Nach zwei Spielen auf der Ersatzbank absolvierte er im April zwei weitere Ligaspiele über die volle Distanz, ehe er zum Saisonende hin wieder uneingesetzt auf der Ersatzbank vorzufinden war. Im letzten Meisterschaftsspiel, einer 1:5-Auswärtsniederlage gegen den SC Braga B wurde er in der 59. Minute nach Gelb-Rot frühzeitig vom Platz gestellt. Die LigaPro 2018/19 beendete er mit der B-Mannschaft auf dem vierten Tabellenplatz und kam mit den Benfica Juniors, so der Spitzname der U-19-Mannschaft des Vereins, auf den zweiten Platz.
In der nachfolgenden Spielzeit 2019/20 fand der 1,90 m große Innenverteidiger ebenfalls kaum Berücksichtigung und brachte es bis dato (Stand: 12. Dezember 2019) auf lediglich zwei Meisterschaftseinsätze.

### Leihe in die Ukraine und Rückkehr nach Slowenien
Im Sommer 2020 wurde er für ein Jahr an Ruch Lwiw in die Ukraine verliehen, bevor in seine slowenische Heimat zum NK Celje zurückkehrte. 

### Wechsel in die Bundesliga
Im Januar 2025 wechselte er nach Deutschland zu Holstein Kiel.

## Nationalmannschaftskarriere
Erste Erfahrungen in einer slowenischen Nachwuchsnationalmannschaft sammelte Zec zwischen Mai und Juni 2016, als er in sechs freundschaftlichen Länderspielen der slowenischen U-16-Nationalmannschaft zum Einsatz kam. Nur wenig später gab er im August 2016 sein Debüt für die slowenischen U-17-Junioren und kam für diese bis Ende März 2017 in zwölf Länderspielen zum Einsatz, wobei er ein Tor beisteuerte. Neben acht Freundschaftsspielen absolvierte er auch im Oktober 2016 ein Spiel der ersten Qualifikationsrunde zur U-17-Fußball-Europameisterschaft 2017 sowie im März 2017 alle drei Spiele der Eliterunde der Qualifikation. Die Slowenen belegten in diesen den dritten Platz in der Gruppe 7 und konnten sich somit nicht für die Endrunde in Kroatien qualifizieren. Zwischen August 2017 und April 2018 wurde er daraufhin in vier U-18-Länderspielen eingesetzt, wobei ihm auch ein Treffer gelang, und kam parallel dazu auch im U-19-Kader-Sloweniens zum Einsatz.
Für diese gab er sein Debüt am 15. August 2017 im Freundschaftsspiel gegen die Alterskollegen aus den Vereinigen Arabischen Emiraten. Nach zwei weiteren freundschaftlichen Länderspieleinsätzen im August absolvierte er im Oktober zwei Qualifikationsspiele zur U-19-Europameisterschaft 2018. Danach dauerte es elf Monate, ehe Zec wieder für ein U-17-Länderspiel berücksichtigt wurde. So bestritt er im September 2018 zwei Freundschaftsspiele für sein Heimatland und trat einen Monat später mit der Mannschaft die Qualifikation zur U-19-Europameisterschaft 2019 an. Dabei bestritt er alle drei Gruppenspiele der ersten Qualifikationsphase und stieg mit den Slowenen, die die Gruppe 7 auf dem zweiten Platz hinter den Alterskollegen aus Ungarn abschlossen, in die nachfolgende Eliterunde der Qualifikation auf. Nachdem er in der Zwischenzeit für keine weiteren Länderspiele berücksichtigt worden war, startete er im März 2019 mit dem Team in die besagte Eliterunde. Hierbei kam er in zwei der drei Gruppenspiele seiner Mannschaft zum Einsatz und belegte am Ende mit dem Team den dritten Platz der Gruppe 4, wodurch man an einer Endrundenteilnahme scheiterte.
Im Juni 2019 debütierte der Portugal-Legionär in der slowenischen U-21-Nationalmannschaft, als er von Trainer Primoz Gliha am 7. Juni gegen die Schweiz als Innenverteidiger eingesetzt wurde. Drei Tage später kam er auch noch gegen Georgien über die volle Matchdauer zum Einsatz. In den vier nachfolgenden Länderspielen der slowenischen U-21-Nationalmannschaft gegen Frankreich, England, Ungarn und Portugal in den Monaten September bis November 2019 war Zec ebenfalls im Einsatz.